# Alex (perroquet)
Pour les articles homonymes, voir Alex.
Alex, né en 1976 au Royaume-Uni et mort le 6 septembre 2007 à Waltham (Massachusetts), est un perroquet gris du Gabon.
De 1977 à sa mort, il a fait l'objet d'une expérience scientifique menée par l'éthologue Irene Pepperberg visant à étudier les capacités cognitives des animaux et en particulier les capacités du perroquet à comprendre le langage humain. Le nom Alex est en effet un acronyme du nom du projet : Avian Learning EXperiment (« Expérience d'apprentissage aviaire »). 
Alex possédait un vocabulaire d'environ 150 mots d'anglais qu'il utilisait à bon escient et comprenait plus de 1 000 mots. Ce qui rendait Alex si exceptionnel n'était pas tellement le nombre de mots qu'il connaissait mais le fait qu'il les comprenait réellement et pouvait même les utiliser de manière constructive dans le cadre d'une conversation. Il était, par exemple, capable de donner la couleur d'objets qu'on lui désignait et de les retenir. Par ailleurs, des travaux publiés en 2006 semblent montrer qu'il maîtrisait également les nombres jusqu'à  6, y compris le zéro. C'est aussi le premier animal non humain connu à avoir posé une question, demandant de quelle couleur il était.

## Capacités
Irene Pepperberg a répertorié les performances d'Alex. En 1999, il pouvait identifier 50 objets différents et compter les quantités jusqu'à six. Il pouvait distinguer aussi sept couleurs et cinq formes, comprendre des concepts comme « plus gros que… », « plus petit que… », « pareil à… », ou « différent de… », il apprenait aussi « au-dessus » et « en dessous ». 
Alex possédait un vocabulaire d'environ 150 mots, mais ce qui était exceptionnel, c'était le fait qu'il comprenait le sens de ce qu'il disait. Par exemple, lors d'expériences au cours desquelles des objets lui étaient montrés, Alex était capable de décrire leur forme, leur couleur et leur matière. S'il lui était demandé la différence entre deux objets, il donnait les réponses, et s'il n'y en avait pas, il disait « none » (aucune).
Quand il était fatigué des expériences, il disait : « I'm gonna go away » (Je vais partir) et si le chercheur montrait alors de l'énervement ou une réaction, Alex essayait de dédramatiser en disant « I'm sorry » (Je suis désolé). 
Alex savait aussi ce qu'il voulait ; ainsi, quand il disait « Wanna banana » (Je veux une banane) et que les chercheurs lui donnaient des noix, Alex restait alors silencieux et demandait à nouveau une banane, ou prenait la noix et la jetait sur le chercheur.
Durant les tests, il répondait correctement à environ 80 % des questions.